# Evippa nigerrima
Evippa nigerrima är en spindelart som först beskrevs av Miller och Jan Buchar 1972.  Evippa nigerrima ingår i släktet Evippa och familjen vargspindlar.
Artens utbredningsområde är Afghanistan. Inga underarter finns listade i Catalogue of Life.